# Nemesia hispanica
Nemesia hispanica là một loài nhện trong họ Nemesiidae.
Nemesia hispanica được miêu tả năm 1871 bởi L. Koch.